# Balonmano a 11

Dimensiones de un campo de balonmano a 11 jugadores según las dimensiones de los Juegos Olímpicos de Berlín 1936. Comparativa con un campo de fútbol.

El balonmano a 11 era la forma original del actual deporte del balonmano. La disciplina fue deporte olímpico en una ocasión, en los Juegos Olímpicos de Berlín 1936.
El deporte se juega sobre un campo de hierba (similar a un campo de fútbol) de entre 90 y 110 metros de longitud y de 55 a 65 metros de ancho. El campo tiene dos líneas paralelas a 35 metros de la línea de gol, lo que divide el campo en 3 secciones; cada sección puede tener hasta 6 jugadores de cada equipo. El área de portería es una línea semicircular con un radio de 13 metros, y la línea de penalti se encuentra a 14 metros de la portería. La portería es de 7,32 metros de ancho por 2,44 metros de alto.
El balón es el mismo que en la disciplina de pista y los equipos se componen de 11 jugadores (con 2 reservas). El tiempo de juego es de dos periodos de 30 minutos cada uno.
El balonmano pista, también denominado balonmano a 7 inicialmente, creció en popularidad de forma gradual, reemplazando progresivamente al balonmano a 11. El último campeonato mundial de balonmano a 11 se disputó en 1966.

## Campeonatos mundiales

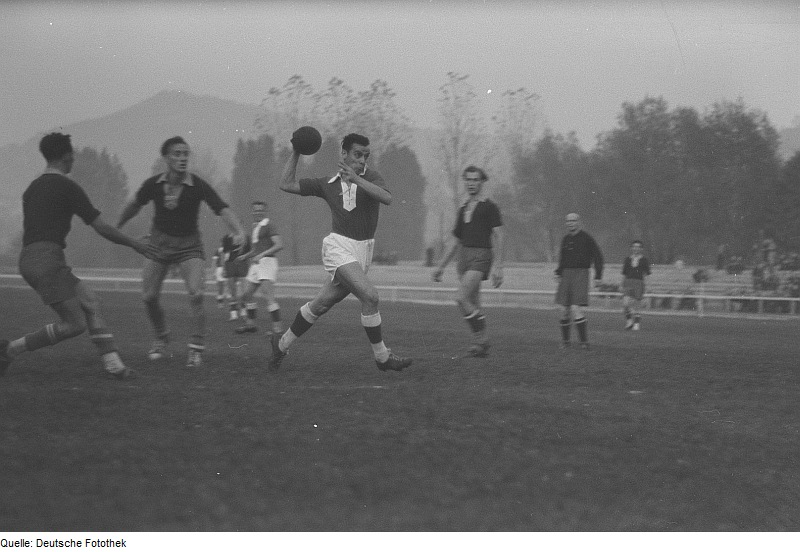
Partido de balonmano a 11 en Jena, Alemania, en 1953.

### Masculino
| N.º | Año  | Sede                | Oro      | Plata     | Bronce         |
| --- | ---- | ------------------- | -------- | --------- | -------------- |
| I   | 1938 | Alemania Nazi       | Alemania | Suiza     | Hungría        |
| II  | 1948 | Francia             | Suecia   | Dinamarca | Suiza          |
| III | 1952 | suiza               | RFA      | Suecia    | Suiza          |
| VI  | 1955 | Alemania Occidental | RFA      | Suiza     | Checoslovaquia |
| V   | 1959 | Austria             | Alemania | Rumania   | Suecia         |
| VI  | 1963 | Suiza               | RDA      | RFA       | Suiza          |
| VII | 1966 | Austria             | RFA      | RDA       | Austria        |

### Femenino
| N.º | Año  | Sede         | Oro     | Plata   | Bronce         |
| --- | ---- | ------------ | ------- | ------- | -------------- |
| I   | 1949 | Hungría      | Hungría | Austria | Checoslovaquia |
| II  | 1956 | Alemania     | Rumania | RFA     | Hungría        |
| III | 1960 | Países Bajos | Rumania | Austria | RFA            |